# Olivera Jevtić
Olivera Jevtić, född den 24 juli 1977 i Užice i dåvarande Jugoslavien, är en serbisk friidrottare som tävlar i maratonlöpning.
Jevtić började sin karriär som banlöpare och deltog vid EM 1998 då hon blev fyra på både 5 000 meter och på 10 000 meter. Under 2002 gjorde hon sin maratondebutt i New York, ett lopp där hon slutade trea men då hon var dopad blev hon av med medaljen.
Vid VM 2003 slutade hon åtta i maraton och vid olympiska sommarspelen 2004 blev hon sexa. Hon slutade på andra plats vid EM 2006 i Göteborg.
Hon har även vunnit maratonloppen i Amsterdam och Rotterdam.